# Khí hậu và lãnh thổ Burgundy
Khí hậu và lãnh thổ Burgundy là một chuỗi các đặc tính hình mẫu của nghề trồng nho của vùng sản xuất rượu vang Burgundy, bao gồm tất cả các yếu tố về cả điều kiện môi trường. Di sản này bao gồm hai khu vực là:
- Vườn nho và khu vực sản xuất rượu vang lân cận bao gồm thị trấn Beaune và các làng xung quanh.
- Trung tâm lịch sử của Dijon